# Reserva natural del humedal del estuario del Yangtze para el esturión chino
La Reserva natural del humedal del estuario del Yangtze para el esturión chino es una reserva natural en Shangai, China y a la vez un sitio Ramsar con una extensión de 37,6 km2. Se caracteriza por el proyecto de acuario que está realizando el gobierno chino en la isla de 17,5 hectáreas, un edificio que hará las funciones de acuario y de centro de investigación. Fue declarada sitio Ramsar en 2008 con el número 1730 en las coordenadas 31°31′N 122°04′E.

## Características
El sitio Ramsar es un estuario de aguas dulces y saladas en el río Yangtsé, el tercero río más largo de la Tierra. El humedal es el hábitat de especies amenazadas como el pez espátula del Yangtsé, el baiji y el cachalote, y es un refugio crítico para el esturión chino, así como lugar de cría para numerosas especies comerciales. Hay unas 332 especies de peces. La aportación de grandes cantidades de arena, lodo y nutrientes mantiene la riqueza de las aguas y estabiliza el microclima.